# Adenet le Roi
Adenet le Roi, někdy také Adenés li Rois (asi 1240 – asi 1300) byl francouzský středověký básník. Působil jako dvorní truvér brabantského vévody Jindřicha III., který byl v mládí také básníkem. Po jeho smrti roku 1261 odešel do Flander a v letech 1270 až 1271 se s družinou flanderského hraběte Víta z Dampierre (Guy de Dampierre) zúčastnil křížové výpravy krále Ludvíka IX. do Tunisu. Po návratu žil dalších třicet let na hraběcím dvoře. Několikrát navštívil s hrabětem královský dvůr v Paříži. Jeho jméno znamená Adámek Král a svědčí o tom, že byl prvním z hraběcích truvérů. Poslední zmínka o něm je z dokumentu datovaného do roku 1297.

## Dílo
Adenet le Roi je autorem tří chansons de geste a jednoho dvorského románu:
- Beuve de Comarchis nebo Buevon de Conmarchis (po 1271), nedokončená (nebo ne zcela dochovaná) chanson de geste, vzniklá přepracováním starší písně Le siege de Barbastre (Obléhání Barbastre) z přelomu 12. a 13. století. Epos patří do Cyklu Viléma Oranžského a líčí činy Vilémova bratra Beuva a jeho synů Girarta a Guielina.[2]
- Enfances Ogier (asi 1273–1274, Ogierovo mládí), chanson de geste, tvořící jakýsi prolog k eposu La chevalerie Ogier de Danemarche (asi 1215, Rytířské skutky Ogiera Dánského) a vyprávějící o Ogierových hrdinských skutcích při boji se Saracény v Itálii. Epos patří do Cyklu Doona Mohučského.
- Berthe aux grands pieds (asi 1275, Berta s velkýma nohama), chanson de geste vyprávějící o příchodu matky Karla Velikého z Uher ke franskému dvoru. Epos patří do Karolínského (královského) cyklu.
- Cléomadés (asi 1283), dvorský román, ve kterém je zpracován fantastický motiv z pohádek Tisíce a jedné noci o létajícím ebenovém koni.